# Мамедов, Рустам Айдын оглы
Руста́м Айды́н оглы́ Маме́дов (азерб. Rüstəm Aydın oğlu Məmmədov; 14 августа 1984, Закаталы, Азербайджанская ССР, СССР) — азербайджанский футболист. Амплуа — полузащитник.

## Биография
В футбол начал играть в возрасте 10 лет в детской футбольной школе родного города Закаталы.
С 2005 года (с небольшим перерывом из-за службы в армии) защищает цвета команды азербайджанской премьер-лиги — «Симург» (Закаталы). Выступал также за клубы ЦСКА (Баку), «Магара» (Закаталы), «Гекча» и «Лидер-Карабах».

## Достижения
- Бронзовый призёр Премьер-лиги Азербайджана в составе клуба «Симург» (Закаталы): 2009.